# Neoslawizm
Neoslawizm (gr. νέος néos „nowy” + łac. Slavi „Słowianie”) – ruch polityczny powstały pod koniec XIX wieku wyrastający z i jednocześnie krytyczny wobec panslawizmu. Powstał wskutek działalności narodowych działaczy czeskich.
Główną ideą neoslawistów była wspólna obrona terenów zamieszkanych przez Słowian przed pangermanistyczną ekspansją niemiecką. Aby realizacja tego celu była możliwa, ruch postulował równość wszystkich Słowian wobec siebie i autonomiczny status poszczególnych grup. Każdy z narodów słowiańskich miał się rozwijać autonomicznie pod względem kulturowym, ekonomicznym i politycznym, lecz miały one współpracować ze sobą. Neoslawizm żądał demokratycznej wspólnoty Słowian, wolnej od dominującego wpływu Rosji.
Działacze neoslawistyczni w szczególności krytykowali ideę dominacji Rosjan i wiary prawosławnej nad innymi Słowianami i ich wierzeniami. W przeciwieństwie do panslawizmu, neoslawizm nie zakładał, aby jakaś grupa Słowian była położona wyżej w hierarchii relacji jednych grup słowiańskich nad drugimi, nie żądano też dominacji jednej obowiązującej religii dla wszystkich narodów słowiańskich. Aby uniknąć pułapki panslawizmu, wolano kulturową syntezę zamiast dominacji.
Neoslawiści chcieli także przekształcenia Austro-Węgier w słowiańskie państwo federacyjne, zaś po aneksji Bośni i Hercegowiny w roku 1908 przekształcenia Austro-Węgier w potrójną monarchię z narodowościami słowiańskimi jako trzecim królestwem równym austriackim Niemcom oraz Węgrom.
Ruch przez pewien czas uzyskał poparcie w niektórych politycznych kręgach Rosji, ze względu jednak na dominujące protekcjonalne nastawienie Rosjan wobec innych narodów słowiańskich, dyskryminację Polaków, Ukraińców oraz Białorusinów, jak również panujący w Rosji antykatolicyzm, neoslawizm nie zyskał ostatecznie szerszego poparcia.
W Polsce związany z ruchem był Roman Dmowski, pragnący poprzez wykorzystanie idei neoslawizmu przenieść problem polsko-rosyjski na forum międzynarodowe oraz uczynić Polaków równorzędnym partnerem wobec Rosjan, jednakże ze względu na prorosyjskość ruchu nie zdobył on większej popularności. Neoslawiści zorganizowali trzy zjazdy ruchu, pierwszy w 1908 roku w Pradze, w którym akces uczestnictwa zgłosił Dmowski. Drugi kongres odbył się w 1909 r. w Petersburgu, zaś trzeci, już bez udziału Polaków, w 1910 r. w Sofii.
Podczas zjazdów neoslawistów uwidocznił się konflikt między Polakami a Rosjanami, a także między Serbami a Bułgarami. W obu konfliktach pośredniczyć próbował bezskutecznie działacz czeski Karel Kramář. W roku 1909 neoslawiści utworzyli wspólny blok „Słowiańska Jedność” w parlamencie Austro-Węgier (pozbawiony jednakże działaczy polskich i ukraińskich).
Idea neoslawizmu przyczyniła się również do powstania Jugosławii.

## Ważniejsza literatura
- profesor Antoni Giza:
  - Neoslawizm i Polacy 1906–1910, Szczecin 1984
  - Petersburskie konferencje neoslawistów 1909–1910 r. i ich znaczenie dla ruchu słowiańskiego,
  - „Przegląd Zachodniopomorski”, 1982
  - „Walka o ideowo-polityczne oblicze rosyjskiego neoslawizmu w latach 1906–1910”, „Slavia Orientalis”, 1983, nr 3
  - „Warszawskie środowisko neoslawistów 1906–1910”, „Przegląd Zachodniopomorski”, 1985, nr 1/2
  - „Neoslawiści wobec obchodów grunwaldzkich w Krakowie w 1910 r.”, [w:] Tradycja Grunwaldzka, cz. I, pod red. J. Maternickiego, Warszawa 1989
  - Miejsce i rola Polski w wizji rosyjskich panslawistów II połowy XIX wieku i neoslawistów z początków XX wieku, „Acta Polono-Ruthenica”, t. 2 (1997)

- Paul Vyšný:
  - Neoslavism and the Czechs, 1898–1914. st-andrews.ac.uk. [zarchiwizowane z tego adresu (2007-09-27)]. Cambridge University Press, 1975